# لیلیت یپرمیان
لیلیت کارلنی یپرمیان (ارمنی: Լիլիթ Կառլենի Եփրեմյան؛ انگلیسی: Lilit Yepremyan ۱۴ مهٔ ۱۹۶۳) روان‌شناس، روزنامه‌نگار، مترجم و موسیقی‌شناس اهل ارمنستان است.

## زندگی‌نامه
وی در ۱۴ مه ۱۹۶۳ در ایروان به دنیا آمد و از دانشگاه دولتی ایروان و کنسرواتوار دولتی کومیتاس ایروان فارغ‌التحصیل گشت. وی عضو اتحادیه نویسندگان ارمنستان (۲۰۱۶) و اتحادیه آهنگسازان ارمنستان (۱۹۹۹) بود. وی در کنسرواتوار دولتی کومیتاس ایروان  فعالیت می‌کرد.